# Базаргулово
Базаргу́лово (рос. Базаргулово, башк. Баҙарғол) — присілок у складі Учалинського району Башкортостану, Росія. Входить до складу Уральської сільської ради.
Населення — 47 осіб (2010; 63 в 2002).
Національний склад:
- башкири — 100%